# 浮標寶螺
浮標寶螺（学名：Cypraea asellus）为寶螺科寶螺屬下的一个种。